# 生田原道路
生田原道路（いくたはらどうろ、英: Ikutahara Road）は、北海道紋別郡遠軽町生田原で事業中の約5.7 kmの国道333号バイパスである。地域高規格道路遠軽北見道路の一部となる。
現在は全線未開通。この道路（遠軽北見道路）は将来、他の高規格道路（旭川紋別自動車道や北海道横断自動車道）とつながる予定になっており、紋別空港や女満別空港へのアクセスの改善も期待される。

## 概要
- 起点 : 紋別郡遠軽町生田原水穂[2][3]
- 終点 : 紋別郡遠軽町生田原旭野[2][3]（旭峠道路に接続）
- 延長 : 約5.7 km[2][3][4]
- 規格 : 第1種第3級[2][4]
- 設計速度 : 80 km/h[2][4]
- 車線 : 完成2車線[2][4]

## インターチェンジなど
- 生田原インターチェンジ（仮称）[2][4]

## 歴史
- 2007年（平成19年） - 事業化[2][3]。
- 2009年（平成21年） - 工事着手[2][3]。